# Масора
Масора́ (івр. מָסוֹרָה — переказ) — звід вказівок, які служать для збереження канонізованого тексту єврейського Старого Завіту і правил його оформлення при переписуванні (див. також Масорети). У більш вузькому сенсі - апарат приміток, уточнюючих орфографію, огласовку, синтаксичний розподіл, наголос і кантілляціі біблійного тексту, а також випадки вариантного вимови окремих слів.

## Масоретский текст
Масоретський текст — варіант староєврейського тексту Танаха, який передавався без змін протягом багатьох століть. В основу тексту лягли варіанти, розроблені і поширені масоретами в VIII—X століттях н. е. 